# 安宿王
安宿王（あすかべおう/あすかべのおおきみ、生没年不詳）は、奈良時代の皇族。天武天皇の後裔で、左大臣・長屋王の五男。臣籍降下後の氏姓は高階真人。官位は正四位下・讃岐守。

## 経歴
聖武朝の神亀6年（729年）の長屋王の変により、父の長屋王は妻の吉備内親王とその所生の王らとともに自殺したが、安宿王は母が藤原不比等の娘（藤原長娥子）であったことから同母弟の黄文王・山背王とともに罪を免れた。
天平9年（737年）長屋王の変の黒幕であった藤原四兄弟が相次いで疫病により没すると、同年9月に三世王の蔭位を受けて従五位下に初叙されるが、同年10月にも続けて昇叙され一挙に従四位下に叙せられる。この時同時に黄文王も従五位下に直叙されている。翌天平10年（738年）玄蕃頭、天平18年（746年）治部卿を歴任する一方で、天平12年（740年）従四位上に昇叙される。
天平勝宝元年（749年）孝謙天皇の即位後まもなく中務大輔に任ぜられる。天平勝宝3年（751年）正四位下に叙せられるが、その後は播磨守・讃岐守といった地方官や内匠頭などを務めるが、位階に比べて要職への登用はなされなかった。この間、聖武上皇や太皇太后・藤原宮子の崩御に際して御装束司を務めたり、天平勝宝6年（754年）には唐から渡来した鑑真を迎えるための勅使に任じられるなどしている。
天平宝字元年（757年）に橘奈良麻呂の乱が発生した際に謀反への関与を疑われる。尋問に対して安宿王は「黄文王の仲介で事情がわからないまま謀議に参加させられた」旨の証言をするも嫌疑は晴れず、妻子とともに佐渡に流罪となる。天平宝字4年（760年）摂津国東生・西成両郡にあった安宿王所有の家地が東大寺に売却されており、安宿王家の没落を示している。
称徳朝末の神護景雲4年（770年）6月に発せられた大赦の布告に基づき、7月になって橘奈良麻呂の乱に連座した443人のうち263人が罪を免ぜられ、入京は許されないながら戸籍を本籍に編入することを許された。この際に、安宿も皇籍に復されたと見られる。光仁朝になって宝亀4年（773年）に高階真人姓を与えられて臣籍降下しているが、高階真人姓の賜姓例としては一番早い。その後の消息は明らかでないが、佐渡国で没したか。
安宿王の時代から100年以上のちの元慶3年（879年）に、佐渡国浪人の高階利風が殺人を犯した上に高階有岑の財物を盗取し遠流に処された。これら高階氏の氏人は佐渡へ配流となった安宿王の後裔である可能性が指摘されている。

## 人物
『万葉集』に和歌作品が2首収録され、特に4452の歌は、宮城道雄作曲「秋の庭」（1936年（昭和11年））の歌詞として採用されている。
- 印南野の 赤ら柏は 時はあれど 君を我が思ふ 時はさねなし（『万葉集』20-4301）
- 官女らが 玉裳裾曳く この庭に 秋風吹きて 花は散りつつ（『万葉集』20-4452）

自ら写経を行ったほか、天平10年（738年）ごろには最勝王経10巻を写経所に貸し出すなど、熱心な仏教徒であったとみられる。鑑真入京時の勅旨を務めたのも、その評判によるものとも想定される。

## 官歴
『続日本紀』による。
- 天平9年（737年） 9月28日：従五位下（直叙）。10月20日：従四位下（越階）
- 天平10年（738年） 閏7月7日：玄蕃頭
- 天平12年（740年） 11月21日：従四位上
- 天平18年（746年） 4月11日：治部卿
- 天平勝宝元年（749年） 8月10日：中務大輔
- 天平勝宝3年（751年） 正月25日：正四位下
- 天平勝宝5年（753年） 4月22日：播磨守
- 天平勝宝6年（754年） 7月20日：御装束司（藤原宮子崩御）。9月4日：兼内匠頭
- 天平勝宝8歳（756年） 5月3日：御装束司（聖武上皇崩御）。12月30日：見讃岐守
- 天平宝字元年（757年） 7月4日：流罪（佐渡国）
- 神護景雲4年（770年） 7月23日：復属籍?
- 宝亀4年（773年） 10月6日：臣籍降下（高階真人姓）

## 系譜
- 父：長屋王
- 母：藤原長娥子（藤原不比等の娘）
- 妻：不詳
  - 男子：不詳 - 子孫に高階浄階[10]